# NGC 2775
NGC 2775 é uma galáxia espiral (Sab) localizada na direcção da constelação de Cancer. Possui uma declinação de +07° 02' 14" e uma ascensão recta de 9 horas, 10 minutos e 20,1 segundos.
A galáxia NGC 2775 foi descoberta em 19 de Dezembro de 1783 por William Herschel.